# Japan Open 2000
Die Japan Open 2000 im Badminton fanden vom 4. bis zum 9. April 2000 in Yoyogi, Tokio statt. Das Preisgeld betrug 180.000 US-Dollar, was dem Turnier zu einem Fünf-Sterne-Status im Grand-Prix-Circuit verhalf.

## Sieger und Platzierte
| Disziplin    | Gold                       | Silber                        | Bronze                            |
| ------------ | -------------------------- | ----------------------------- | --------------------------------- |
| Herreneinzel | Ji Xinpeng                 | Hendrawan                     | Roslin Hashim                     |
| Herreneinzel | Ji Xinpeng                 | Hendrawan                     | Xia Xuanze                        |
| Dameneinzel  | Gong Zhichao               | Ye Zhaoying                   | Dai Yun                           |
| Dameneinzel  | Gong Zhichao               | Ye Zhaoying                   | Camilla Martin                    |
| Herrendoppel | Tony Gunawan Candra Wijaya | Lee Dong-soo Yoo Yong-sung    | Ricky Subagja Rexy Mainaky        |
| Herrendoppel | Tony Gunawan Candra Wijaya | Lee Dong-soo Yoo Yong-sung    | Tri Kusharyanto Bambang Suprianto |
| Damendoppel  | Huang Nanyan Yang Wei      | Ge Fei Gu Jun                 | Chen Lin Jiang Xuelian            |
| Damendoppel  | Huang Nanyan Yang Wei      | Ge Fei Gu Jun                 | Lee Hyo-jung Yim Kyung-jin        |
| Mixed        | Liu Yong Ge Fei            | Tri Kusharyanto Minarti Timur | Bambang Suprianto Zelin Resiana   |
| Mixed        | Liu Yong Ge Fei            | Tri Kusharyanto Minarti Timur | Zhang Jun Gao Ling                |

## Finalergebnisse
| Disziplin    | Sieger                     | Finalist                      | Ergebnis           |
| ------------ | -------------------------- | ----------------------------- | ------------------ |
| Herreneinzel | Ji Xinpeng                 | Hendrawan                     | 6-15, 17-15, 15-4  |
| Dameneinzel  | Gong Zhichao               | Ye Zhaoying                   | 11-7, 11-3         |
| Herrendoppel | Candra Wijaya Tony Gunawan | Lee Dong-soo Yoo Yong-sung    | 15-6, 15-7         |
| Dameneinzel  | Yang Wei Huang Nanyan      | Ge Fei Gu Jun                 | 13-15, 15-4, 15-11 |
| Mixed        | Liu Yong Ge Fei            | Tri Kusharyanto Minarti Timur | 15-5, 17-14        |

## Ergebnisse

### Herreneinzel
- Peter Gade –  Takaaki Taniuchi: 10-15 / 15-10 / 15-8
- Rony Agustinus –  Hiroshi Soejima: 11-15 / 15-0 / 15-5
- Ong Ewe Hock –  Naoya Mizusawa: 15-12 / 15-3
- Hwang Sun-ho –  Shinji Ohta: 15-3 / 15-8
- Sun Jun  –  Toru Matsumoto: 15-5 / 15-9
- Jeffer Rosobin –  Hideyuki Munesue: 15-9 / 15-12
- Fung Permadi –  Hideki Furukawa: 15-6 / 15-2
- Roslin Hashim –  Fumihiko Machida: 15-4 / 15-6
- Hendrawan –  Shogo Inagaki: 15-8 / 15-11
- Shuichi Nakao –  Chang Feng-chin: 15-7 / 15-13
- Boonsak Ponsana –  Josemari Fujimoto: 15-13 / 10-15 / 17-14
- Chen Hong –  Tsuyoshi Fukui: 15-5 / 15-6
- Ahn Jae-chang –  Keishi Kawaguchi: 15-8 / 15-2
- Keita Masuda –  Daniel Eriksson: 15-9 / 9-15 / 15-5
- Ismail Saman –  Yashihisa Ino: 15-11 / 15-13
- Shoji Sato –  Rudy Ignatius: 15-11 / 15-7
- Rashid Sidek –  Tooru Ishikawa: 15-4 / 15-4
- Chang Jeng-shyuang –  Sho Sasaki: 15-6 / 15-11
- Ji Xinpeng –  Masafumi Hanada: 17-15 / 15-11
- Park Tae-sang –  Takahiro Suka: 15-4 / 15-8
- Dong Jiong –  Chen Chih-hao: 15-4 / 15-8
- Takaaki Hayashi –  Pei Wee Chung: 15-3 / 15-11
- Marleve Mainaky –  Ronald Susilo: 15-9 / 15-13
- Kazuhiro Shimogami –  Dicky Palyama: 14-17 / 15-12 / 15-7
- Ng Wei –  Heryanto Arbi: 13-15 / 15-3 / 15-6
- Thomas Johansson –  Tadashi Ohtsuka: 15-12 / 15-11
- Luo Yigang –  Lee Mou-chou: 15-10 / 15-5
- Yousuke Nakanishi –  Björn Joppien: 17-16 / 5-15 / 15-7
- Yong Hock Kin –  Yang Hsin-li: 15-2 / 15-5
- Yohan Hadikusumo Wiratama –  Shinya Ohtsuka: 15-7 / 15-3
- Xia Xuanze –  Lee Hyun-il: 15-10 / 12-15 / 15-11
- Tetsuyoshi Watanabe –  Abimbola Odejoke: w.o.
- Peter Gade –  Rony Agustinus: 15-3 / 15-1
- Ong Ewe Hock –  Hwang Sun-ho: 15-6 / 15-9
- Sun Jun  –  Jeffer Rosobin: 16-17 / 15-4 / 15-9
- Roslin Hashim –  Fung Permadi: 15-7 / 11-15 / 15-6
- Hendrawan –  Shuichi Nakao: 15-1 / 15-6
- Boonsak Ponsana –  Tetsuyoshi Watanabe: 15-5 / 15-12
- Ahn Jae-chang –  Chen Hong: 15-13 / 17-15
- Keita Masuda –  Ismail Saman: 15-8 / 15-5
- Shoji Sato –  Rashid Sidek: 15-9 ret.
- Ji Xinpeng –  Chang Jeng-shyuang: 15-8 / 15-9
- Park Tae-sang –  Dong Jiong: 15-9 / 7-15 / 15-12
- Marleve Mainaky –  Takaaki Hayashi: 10-15 / 15-4 / 15-5
- Ng Wei –  Kazuhiro Shimogami: 15-2 / 4-15 / 17-14
- Luo Yigang –  Thomas Johansson: 15-2 / 15-3
- Yong Hock Kin –  Yousuke Nakanishi: 15-2 / 17-14
- Xia Xuanze –  Yohan Hadikusumo Wiratama: 15-13 / 15-10
- Peter Gade –  Ong Ewe Hock: 15-12 / 15-11
- Roslin Hashim –  Sun Jun: 17-15 / 15-4
- Hendrawan –  Boonsak Ponsana: 11-15 / 15-8 / 15-6
- Ahn Jae-chang –  Keita Masuda: 15-11 / 12-15 / 8-6 ret.
- Ji Xinpeng –  Shoji Sato: 15-10 / 15-6
- Marleve Mainaky –  Park Tae-sang: 15-11 / 15-9
- Luo Yigang –  Ng Wei: 15-5 / 15-8
- Xia Xuanze –  Yong Hock Kin: 15-7 ret.
- Roslin Hashim –  Peter Gade: 16-17 / 15-7 / 17-14
- Hendrawan –  Ahn Jae-chang: 7-1 ret.
- Ji Xinpeng –  Marleve Mainaky: 17-15 / 8-15 / 15-10
- Xia Xuanze –  Luo Yigang: 15-10 / 15-2
- Hendrawan –  Roslin Hashim: 15-7 / 7-15 / 15-8
- Ji Xinpeng –  Xia Xuanze: 7-6 ret.
- Ji Xinpeng –  Hendrawan: 6-15 / 17-15 / 15-4

### Dameneinzel
- Dai Yun –  Julia Mann: 11-4 / 11-1
- Miho Tanaka –  Chan Ya-lin: 11-7 / 11-1
- Mia Audina –  Zhang Ning: 11-1 / 11-3
- Kyoko Komuro –  Denyse Julien: 11-13 / 11-2 / 11-4
- Gong Zhichao –  Mihoko Matsuo: 11-3 / 11-4
- Mika Anjo –  Katja Michalowsky: 13-12 / 11-4
- Yasuko Mizui –  Yuli Marfuah: 11-1 / 11-0
- Miyo Akao –  Chan Mei Mei: 11-6 / 6-11 / 11-5
- Kanako Yonekura –  Kelly Morgan: 11-4 / 8-11 / 13-12
- Ye Zhaoying –  Wang Chen: 11-9 / 11-6
- Fumi Iwawaki –  Asuka Kuge: 5-11 / 11-3 / 11-4
- Gong Ruina –  Charmaine Reid: 11-0 / 11-6
- Takako Ida –  Agnese Allegrini: 11-1 / 11-0
- Zhou Mi –  Ninik Masrikah: 11-6 / 11-0
- Huang Chia-chi –  Kaori Mori: 11-4 / 11-7
- Camilla Martin –  Sandra Watt: 11-4 / 11-3
- Dai Yun –  Miho Tanaka: 11-13 / 11-3 / 11-2
- Mia Audina –  Kyoko Komuro: 11-4 / 11-1
- Gong Zhichao –  Mika Anjo: 11-1 / 11-4
- Yasuko Mizui –  Miyo Akao: 11-1 / 11-1
- Ye Zhaoying –  Kanako Yonekura: 11-4 / 11-13 / 11-8
- Gong Ruina –  Fumi Iwawaki: 11-1 / 11-9
- Zhou Mi –  Takako Ida: 11-7 / 8-11 / 11-3
- Camilla Martin –  Huang Chia-chi: 11-4 / 11-7
- Dai Yun –  Mia Audina: 11-5 / 11-2
- Gong Zhichao –  Yasuko Mizui: 11-1 / 11-8
- Ye Zhaoying –  Gong Ruina: 7-11 / 11-5 / 11-3
- Camilla Martin –  Zhou Mi: 11-2 / 5-11 / 11-6
- Gong Zhichao –  Dai Yun: 11-3 / 11-2
- Ye Zhaoying –  Camilla Martin: 11-4 / 13-10
- Gong Zhichao –  Ye Zhaoying: 11-7 / 11-3

### Herrendoppel Qualifikation
- Sho Sasaki /  Shoji Sato –  Chen Chih-hao /  Yang Hsin-li: 15-1 / 15-8
- Masafumi Hanada /  Reony Mainaky –  Yosuke Muranaka /  Yoshiharu Tanoue: 15-4 / 15-10
- Rony Agustinus /  Yohan Hadikusumo Wiratama –  Muhammad Hafiz Hashim /  Muhammad Hafiz Hashim: 10-15 / 17-15 / 15-3

### Herrendoppel
- Tony Gunawan /  Candra Wijaya –  Masafumi Hanada /  Reony Mainaky: 15-12 / 15-3
- Keita Masuda /  Tadashi Ohtsuka –  Bryan Moody /  Brent Olynyk: 15-7 / 15-10
- Cheah Soon Kit /  Yap Kim Hock –  Howard Bach /  Mark Manha: 15-12 / 15-9
- Kitipon Kitikul /  Khunakorn Sudhisodhi –  Norio Imai /  Hiroshi Ohyama: 15-4 / 10-15 / 15-7
- Peter Axelsson /  Pär-Gunnar Jönsson –  Simon Archer /  Jon Holst-Christensen: 17-16 / 15-5
- Tri Kusharyanto /  Bambang Suprianto –  Hiroshi Kagaya /  Masahiro Yabe: 15-3 / 15-9
- Chen Qiqiu /  Yu Jinhao –  Lee Wei-jen /  Tseng Chung-lin: 15-3 / 15-7
- Rony Agustinus /  Yohan Hadikusumo Wiratama –  Ma Che Kong /  Yau Tsz Yuk: 15-13 / 13-15 / 15-7
- Lee Sung-yuan /  Lin Wei-hsiang –  Christian Mohr /  Joachim Tesche: 15-12 / 6-15 / 15-12
- Chew Choon Eng /  Rosman Razak –  Tesana Panvisavas /  Pramote Teerawiwatana: 15-10 / 4-15 / 15-12
- Zhang Jun /  Zhang Wei –  Henrik Andersson /  Fredrik Bergström: 15-4 / 15-9
- Ricky Subagja /  Rexy Mainaky –  Shinji Ohta /  Takuya Takehana: 15-2 / 15-10
- Takuya Katayama /  Yuzo Kubota –  Fumihiko Machida /  Seiichi Watanabe: 15-5 / 15-13
- S. Antonius Budi Ariantho /  Denny Kantono –  Chris Hunt /  Julian Robertson: 15-1 / 15-2
- Davis Efraim /  Karel Mainaky –  Chan Chong Ming /  Jeremy Gan: 15-5 / 7-15 / 15-12
- Lee Dong-soo /  Yoo Yong-sung –  Takaaki Hayashi /  Katsuya Nishiyama: 15-8 / 15-12
- Tony Gunawan /  Candra Wijaya –  Keita Masuda /  Tadashi Ohtsuka: 12-15 / 15-9 / 15-9
- Cheah Soon Kit /  Yap Kim Hock –  Kitipon Kitikul /  Khunakorn Sudhisodhi: 15-8 / 6-15 / 15-3
- Tri Kusharyanto /  Bambang Suprianto –  Peter Axelsson /  Pär-Gunnar Jönsson: 15-4 / 15-13
- Chen Qiqiu /  Yu Jinhao –  Rony Agustinus /  Yohan Hadikusumo Wiratama: 15-5 / 15-11
- Chew Choon Eng /  Rosman Razak –  Lee Sung-yuan /  Lin Wei-hsiang: 11-15 / 15-11 / 15-3
- Ricky Subagja /  Rexy Mainaky –  Zhang Jun /  Zhang Wei: 15-10 / 3-15 / 17-14
- S. Antonius Budi Ariantho /  Denny Kantono –  Takuya Katayama /  Yuzo Kubota: 15-8 / 14-17 / 15-13
- Lee Dong-soo /  Yoo Yong-sung –  Davis Efraim /  Karel Mainaky: 15-7 / 15-6
- Tony Gunawan /  Candra Wijaya –  Cheah Soon Kit /  Yap Kim Hock: 15-7 / 15-11
- Tri Kusharyanto /  Bambang Suprianto –  Chen Qiqiu /  Yu Jinhao: 15-12 / 7-15 / 15-7
- Ricky Subagja /  Rexy Mainaky –  Chew Choon Eng /  Rosman Razak: 15-4 / 15-7
- Lee Dong-soo /  Yoo Yong-sung –  S. Antonius Budi Ariantho /  Denny Kantono: 15-12 / 15-11
- Tony Gunawan /  Candra Wijaya –  Tri Kusharyanto /  Bambang Suprianto: 15-6 / 15-13
- Lee Dong-soo /  Yoo Yong-sung –  Ricky Subagja /  Rexy Mainaky: 15-12 / 15-7
- Tony Gunawan /  Candra Wijaya –  Lee Dong-soo /  Yoo Yong-sung: 15-6 / 15-7

### Damendoppel
- Ge Fei /  Gu Jun –  Kaori Mori /  Megumi Oniike: 15-1 / 15-9
- Yoshiko Iwata /  Haruko Matsuda –  Huang Chia-chi /  Huang Chia-hsin: 15-0 / 15-2
- Chan Mei Mei /  Wang Chen –  Yumi Akashi /  Megumi Masuda: 15-11 / 10-15 / 15-9
- Lee Hyo-jung /  Yim Kyung-jin –  Machiko Kato /  Maiko Ichimiya: 15-11 / 13-15 / 15-9
- Yukiko Kataito /  Miyuki Tai –  Denyse Julien /  Charmaine Reid: 15-5 / 11-15 / 15-10
- Emma Ermawati /  Vita Marissa –  Izumi Kida /  Michiho Sakamoto: 17-15 / 15-3
- Satomi Igawa /  Hiroko Nagamine –  Agnese Allegrini /  Maria Luisa Mur: 15-10 / 15-4
- Seiko Yamada /  Shizuka Yamamoto –  Jung Yeon-kyung /  Kim So-yeon: 15-8 / 15-10
- Deyana Lomban /  Eliza Nathanael –  Masami Yamazaki /  Keiko Yoshitomi: 13-15 / 15-8 / 15-12
- Kirsteen McEwan /  Sandra Watt –  Naomi Murakami /  Hiromi Yamada: 15-8 / 6-15 / 15-5
- Chen Lin /  Jiang Xuelian –  Yuko Matsuura /  Mikako Naganawa: 15-1 / 15-5
- Zelin Resiana /  Minarti Timur –  Emi Seki /  Machiko Yoneya: 15-9 / 5-15 / 15-8
- Joanne Goode /  Donna Kellogg –  Mayumi Ito /  Junko Yamada: 15-4 / 15-8
- Chen Li-chin /  Tsai Hui-min –  Akiko Nakashima /  Satoko Suetsuna: 5-15 / 15-8 / 15-11
- Huang Nanyan /  Yang Wei –  Kaori Saito /  Keiko Takeno: 15-1 / 15-10
- Ayako Goto /  Megumi Honda –  Joanne Davies /  Sarah Hardaker: w.o.
- Ge Fei /  Gu Jun –  Ayako Goto /  Megumi Honda: 15-1 / 15-1
- Yoshiko Iwata /  Haruko Matsuda –  Chan Mei Mei /  Wang Chen: 15-8 / 15-12
- Lee Hyo-jung /  Yim Kyung-jin –  Yukiko Kataito /  Miyuki Tai: 15-5 / 15-1
- Emma Ermawati /  Vita Marissa –  Satomi Igawa /  Hiroko Nagamine: 15-10 / 15-10
- Deyana Lomban /  Eliza Nathanael –  Seiko Yamada /  Shizuka Yamamoto: 15-12 / 15-13
- Chen Lin /  Jiang Xuelian –  Kirsteen McEwan /  Sandra Watt: 15-2 / 15-5
- Joanne Goode /  Donna Kellogg –  Zelin Resiana /  Minarti Timur: 15-11 / 15-8
- Huang Nanyan /  Yang Wei –  Chen Li-chin /  Tsai Hui-min: 15-3 / 15-5
- Ge Fei /  Gu Jun –  Yoshiko Iwata /  Haruko Matsuda: 15-0 / 15-4
- Lee Hyo-jung /  Yim Kyung-jin –  Emma Ermawati /  Vita Marissa: 15-10 / 13-15 / 15-7
- Chen Lin /  Jiang Xuelian –  Deyana Lomban /  Eliza Nathanael: 15-7 / 15-3
- Huang Nanyan /  Yang Wei –  Joanne Goode /  Donna Kellogg: 15-11 / 15-9
- Ge Fei /  Gu Jun –  Lee Hyo-jung /  Yim Kyung-jin: 15-3 / 15-0
- Huang Nanyan /  Yang Wei –  Chen Lin /  Jiang Xuelian: 3-15 / 17-16 / 15-13
- Huang Nanyan /  Yang Wei –  Ge Fei /  Gu Jun: 13-15 / 15-4 / 15-11

### Mixed
- Norio Imai /  Chikako Nakayama –  Khunakorn Sudhisodhi /  Saralee Thungthongkam: 15-8 / 15-11
- Simon Archer /  Joanne Goode –  Tseng Chung-lin /  Huang Chia-hsin: 15-1 / 15-2
- Hidenori Ishibashi /  Sumie Takaiwa –  Park Tae-sang /  Jung Yeon-kyung: 15-8 / 15-5
- Bambang Suprianto /  Zelin Resiana –  Sumiyo Kanno /  Satoshi Noguchi: 15-5 / 15-6
- Lee Wei-jen /  Tsai Hui-min –  Kirika Kawaguchi /  Tomohiko Usui: 15-8 / 15-3
- Chen Qiqiu /  Chen Lin –  Fumihiko Machida /  Yasuko Mizui: 15-6 / 15-4
- Fredrik Bergström /  Jenny Karlsson –  Hideki Yoshikawa /  Ayako Goto: 15-7 / 15-10
- Chris Hunt /  Donna Kellogg –  Miki Ito /  Masayuki Matsumoto: 15-4 / 15-4
- Jon Holst-Christensen /  Ann Jørgensen –  Yuzo Kubota /  Haruko Matsuda: 15-6 / 15-3
- Daisuke Yoshikawa /  Megumi Masuda –  Hwang Sun-ho /  Kim So-yeon: 15-9 / 15-3
- Zhang Jun /  Gao Ling –  Lee Sung-yuan /  Chan Ya-lin: 15-1 / 15-9
- Lin Wei-hsiang /  Chen Li-chin –  Takuya Katayama /  Yoshiko Iwata: 15-10 / 15-8
- Brent Olynyk /  Robbyn Hermitage –  Yasunori Sekine /  Satoko Suetsuna: 15-8 / 15-6
- Tri Kusharyanto /  Minarti Timur –  Masahiro Yabe /  Yuko Watanabe: 15-8 / 15-5
- Lee Dong-soo /  Lee Hyo-jung –  Peter Jeffrey /  Joanne Davies: w.o.
- Liu Yong /  Ge Fei –  Norio Imai /  Chikako Nakayama: 15-7 / 15-7
- Simon Archer /  Joanne Goode –  Hidenori Ishibashi /  Sumie Takaiwa: 15-0 / 15-3
- Bambang Suprianto /  Zelin Resiana –  Lee Wei-jen /  Tsai Hui-min: 15-7 / 15-7
- Chen Qiqiu /  Chen Lin –  Fredrik Bergström /  Jenny Karlsson: 15-4 / 6-15 / 15-4
- Jon Holst-Christensen /  Ann Jørgensen –  Chris Hunt /  Donna Kellogg: 15-12 / 13-15 / 15-12
- Zhang Jun /  Gao Ling –  Daisuke Yoshikawa /  Megumi Masuda: 15-4 / 15-1
- Lee Dong-soo /  Lee Hyo-jung –  Lin Wei-hsiang /  Chen Li-chin: 15-2 / 15-9
- Tri Kusharyanto /  Minarti Timur –  Brent Olynyk /  Robbyn Hermitage: 15-9 / 15-4
- Liu Yong /  Ge Fei –  Simon Archer /  Joanne Goode: 15-13 / 15-5
- Bambang Suprianto /  Zelin Resiana –  Chen Qiqiu /  Chen Lin: 15-2 / 10-15 / 15-10
- Zhang Jun /  Gao Ling –  Jon Holst-Christensen /  Ann Jørgensen: 15-3 / 15-9
- Tri Kusharyanto /  Minarti Timur –  Lee Dong-soo /  Lee Hyo-jung: 15-17 / 15-5 / 15-4
- Liu Yong /  Ge Fei –  Bambang Suprianto /  Zelin Resiana: 15-9 / 15-7
- Tri Kusharyanto /  Minarti Timur –  Zhang Jun /  Gao Ling: 15-8 / 5-15
- Liu Yong /  Ge Fei –  Tri Kusharyanto /  Minarti Timur: 15-5 / 17-14